# Xã Elmer, Quận Pipestone, Minnesota
Xã Elmer (tiếng Anh: Elmer Township) là một xã thuộc quận Pipestone, tiểu bang Minnesota, Hoa Kỳ. Năm 2010, dân số của xã này là 231 người.